# 120 Minutes
120 Minutes, è un programma televisivo statunitense dedicato alla musica alternativa, dapprima trasmesso da MTV dal 1986 al 2000, e poi su MTV2 da 2001 a 2003.
Dopo la sua cancellazione, venne rimpiazzato da Subterranean. Un simile ma a sé stante programma MTV Classic, anch'esso intitolato 120 Minutes, venne realizzato, con un'offerta di videoclip di musica alternativa più varia di quella di 120 Minutes.
120 Minutes ritornò come serie mensile su MTV2 il 30 luglio 2011, presentato da Matt Pinfield.

## Elenco dei presentatori di120 Minutes
- J.J. Jackson (1986)
- Martha Quinn (1986)
- Alan Hunter (1986)
- Downtown Julie Brown (1980s)
- Adam Curry (1987)
- Carolyne Heldman (1980s)
- Kevin Seal (1987-1989)
- Dave Kendall (1989–1992)
- Lewis Largent (1992–1995)
- Matt Pinfield (1995–1999; 2011–2012)
- Dave Holmes (1999–2000)
- Jancee Dunn (2001)
- Chris Booker (2001–2002)
- Jim Shearer (2002–2003)

## Album di120 Minutes

### Never Mind the Mainstream
Nel 1991, furono pubblicati due album intitolati rispettivamente Never Mind the Mainstream: The Best of MTV's 120 Minutes - Volume 1 e Never Mind the Mainstream: The Best of MTV's 120 Minutes - Volume 2, contenenti le canzoni apparse nel corso del programma. Fra gli artisti che vi compaiono, figurano Red Hot Chili Peppers, Echo & the Bunnymen, Julian Cope, R.E.M., Sinéad O'Connor, Ministry, Depeche Mode, Sonic Youth e Violent Femmes. Il titolo di entrambi i CD si riferisce all'opera dei Sex Pistols' Never Mind the Bollocks e a quella dei Nirvana Nevermind, uscito quasi in contemporanea.
Volume 1
1. Red Hot Chili Peppers - Higher Ground
2. Soul Asylum – Sometime To Return
3. The Stone Roses – Fools Gold (Single Edit)
4. The Mission UK – Wasteland
5. Bob Mould – See A Little Light (CD Bonus Track)
6. The Church – Under The Milky Way
7. Cocteau Twins – Carolyn's Fingers (CD Bonus Track)
8. Julian Cope - World Shut Your Mouth
9. Sinéad O'Connor – Mandinka
10. Sonic Youth – Kool Thing
11. Robyn Hitchcock & The Egyptians – Balloon Man
12. World Party – Put The Message In The Box (CD Bonus Track)
13. XTC – Dear God
14. They Might Be Giants  - Ana Ng
15. Camper Van Beethoven – Eye Of Fatima (Pt. 1)
16. Modern English – I Melt With You (CD Bonus Track)

Volume 2
1. R.E.M. – Orange Crush
2. Public Image Ltd. – This Is Not A Love Song
3. Ramones – Do You Remember Rock 'N' Roll Radio?
4. X – Burning House Of Love (CD Bonus Track)
5. Ministry – Stigmata
6. Morrissey – Everyday Is Like Sunday
7. The Jesus And Mary Chain – Head On (CD Bonus Track)
8. Echo And The Bunnymen – The Killing Moon
9. Joy Division – Love Will Tear Us Apart
10. New Order – The Perfect Kiss
11. Depeche Mode – Personal Jesus
12. The Sugarcubes – Birthday (CD Bonus Track)
13. Hüsker Dü – Could You Be The One?
14. Faith No More – We Care A Lot
15. Violent Femmes – Gone Daddy Gone
16. Wire – Eardrum Buzz (CD Bonus Track)

### 120 Minutes Live
Nel 1998 la Atlantic Records pubblicò un album contenente le quattordici migliori esibizioni dal vivo a 120 Minutes eseguite negli anni 1990.
1. Oasis – "Supersonic"
2. Morphine – "Honey White"
3. Porno for Pyros – "Kimberly Austin"
4. Evan Dando – "It's About Time"
5. P.J. Harvey – "C'mon Billy"
6. Weezer – "Undone – The Sweater Song"
7. Violent Femmes – "Kiss Off"
8. They Might Be Giants – "Particle Man"
9. Sex Pistols – "Pretty Vacant"
10. Bad Religion – "American Jesus"
11. Victoria Williams con Lou Reed – "Crazy Mary"
12. Björk – "Aeroplane"
13. The Verve Pipe – "Villains"
14. Radiohead – "Fake Plastic Trees"